# Las Palmeras (Piura)
Las Palmeras es un centro poblado peruano ubicado en el distrito de Marcavelica, perteneciente a la provincia de Sullana del departamento de Piura, al norte del Perú. En el 2017 tenía una población de 1591 habitantes.